# Jan Blažej Santini-Aichel
Jan Blažej Santini-Aichel (Prága, 1677. február 3. – Prága, 1723. december 7.) olasz származású jelentős cseh építész, aki sajátságos stílusáról az úgynevezett barokk gótikáról vált ismertté.

## Élete
Szent Balázs napján született a megbecsülésnek örvendő prágai Santini Aichel kőfaragó család legidősebb gyermekeként, és mindjárt másnap megkeresztelték a szent Vid katedrálisban. Testi fogyatékkal született – részlegesen lebénult, ami megakadályozta, hogy apja nyomdokaiba lépjen, és átvegye tőle a kőfaragói feladatot. Mégis megtanulta a szakmát (ahogyan öccse, František Santini-Aichel), de festészetet is tanult, valószínűleg Kristián Schrödertől. Tanulmányai végeztével 1696 körül vándorútra kelt, hogy tapasztalatokat gyűjtsön. Végigjárta Ausztriát és Itáliát eljutott Rómába is, ahol megismerkedhetett Francesco Borromini alkotásaival, akit radikális építészete miatt konzervatív római kortársai őrültnek tartottak. Az eredeti, Jan Blažej Aichel név mellé Itáliában vette föl a Santinit (apja nevét), éppen ahogyan azt öccse, František tette.
1700-ban Santini már önállóan épített, tervezett, vagyonnal rendelkezett, ugyanis tagja volt az egyik építő céhnek és saját építőcége volt. Tevékenységében társa volt Jan Baptista Mathey építész. Az ő halála után Santini átvette és befejezte néhány munkáját, sőt átvette Mathey mestereit is, majd fokozatosan a stílusát. 1705-ben Santininak sikerült megvennie a Valkounský dům nevű házat (čp. 211) a Neruda utcában 3000 arany és ingóságok fejében. Két évvel később megvásárolta a szomszédos, U zlaté číše nevű házat is (čp. 212), és összekötötte a két épületet.
Schröder halála után Santini 1707-ben feleségül vette mestere lányát, Veronika Erzsébetet. Négy gyermekük született, de mindhárom fiuk – Jan Norbert Lukáš (* 1707), Josef Rudolf Felix Řehoř (* 1708) és František Ignác (* 1710) – még gyermekként meghalt gümőkórban, csak lányukat, Anna Veronikát tudták felnevelni (* 1713).
Amikor 1720-ban felesége, Veronika meghalt, a dél-cseh modliškovicei nemeskisasszonyt, Antonia Ignatia Chřepickát vette feleségül, így ő maga is nemesi címet kapott. 1721-ben született lányuk, Jana Ludmila, majd halála évében fiuk, Jan Ignác Rochus. Minden gyermekének keresztanyja Santini főnemesi sorból származó mecénása volt.

## Művei

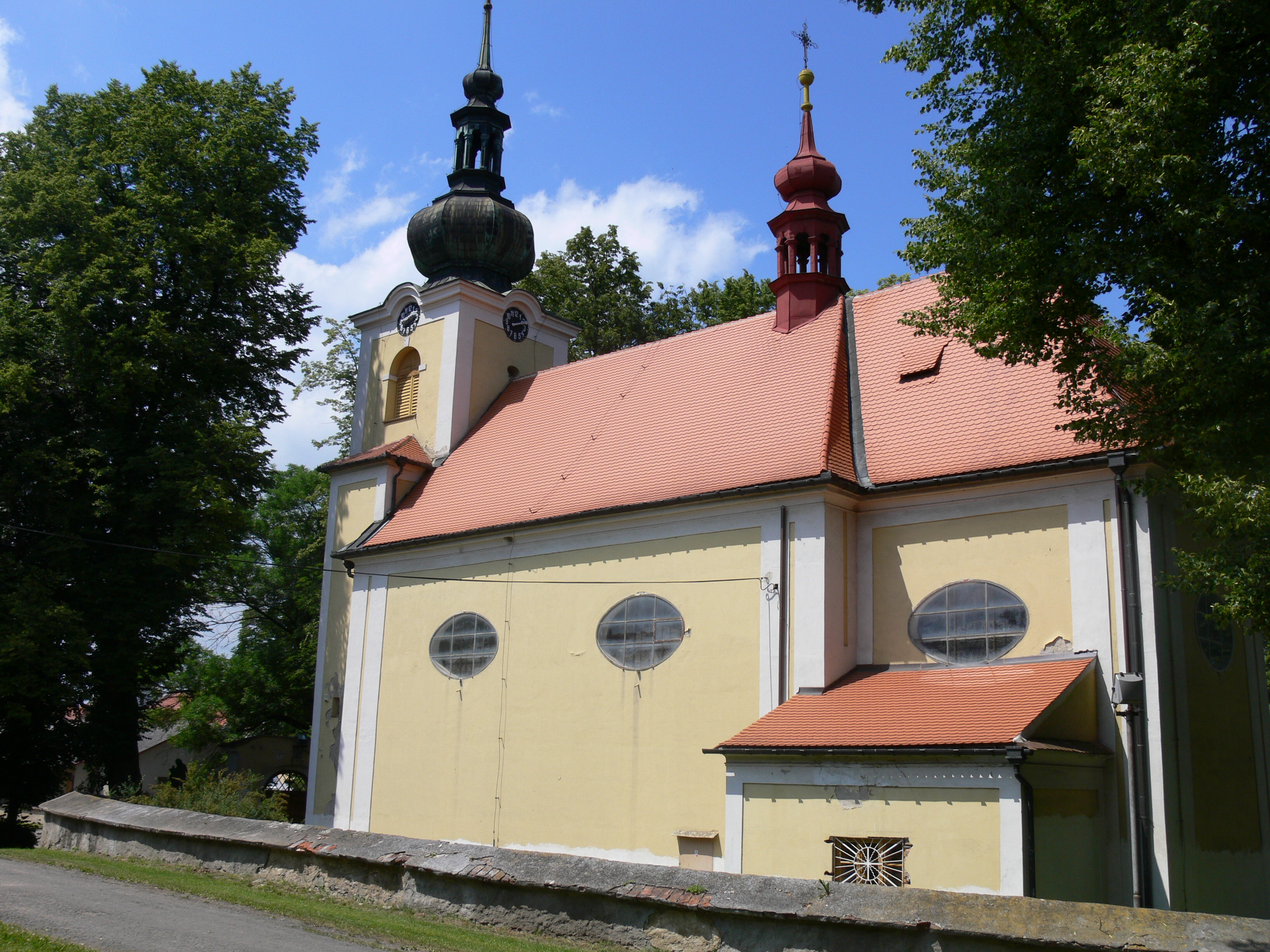
szt. Jiří templom, Pivín

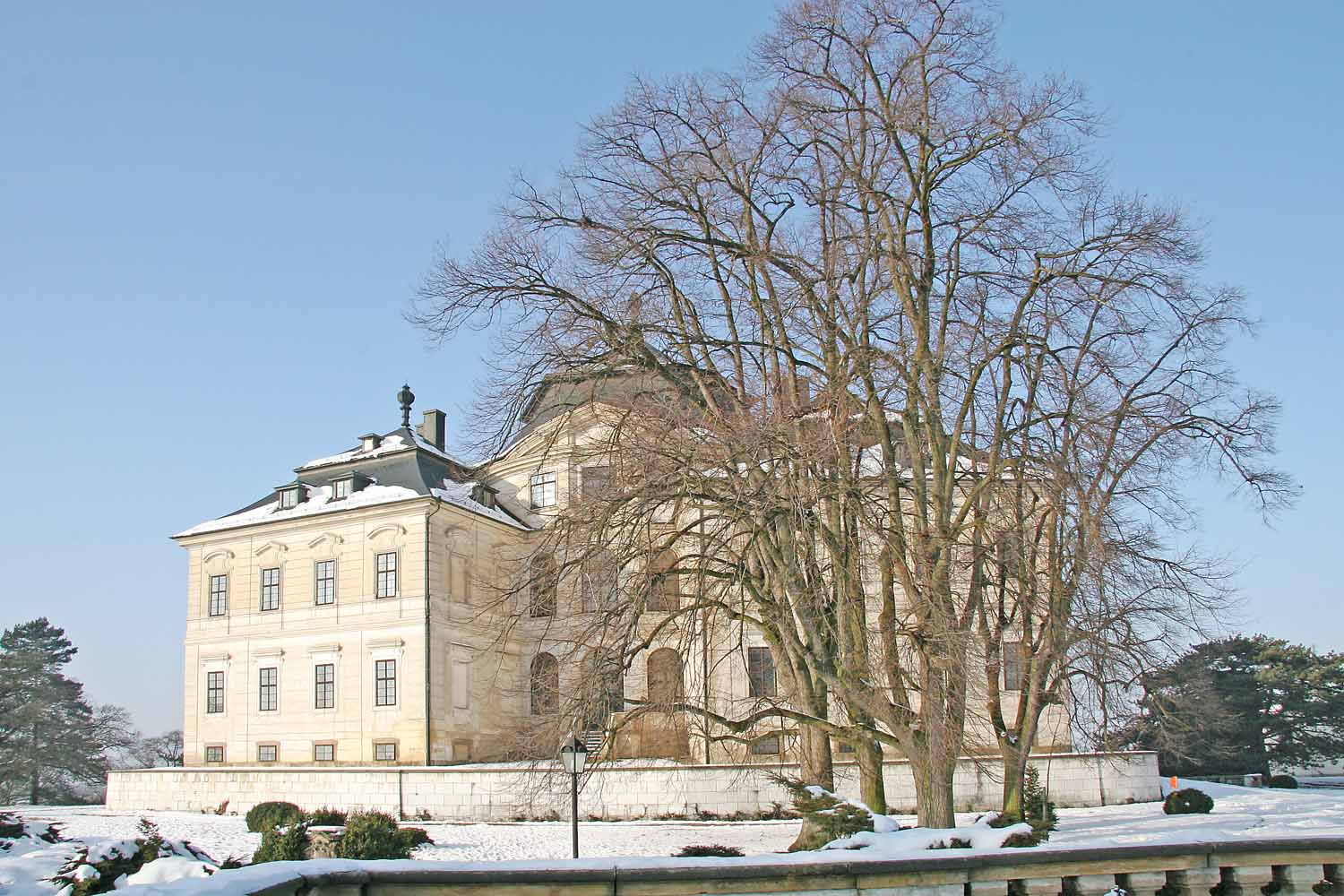
Károly koronája

- Miasszonyunk katedrális (Sedlec) Kutná Horában
- Szűz Mária neve kápolna (Mladotice), Észak Plzeň-járás (1708–1710)
- gabonaraktár befejezése, Plasy kolostor
- gyülekezeti terem, Plasy kolostor
- Miasszonyunk kolostortemplom, Kladruby kolostor
- Nepomuki Szent János-zarándoktemplom a Žďár nad Sázavou melletti Zelená horán
- Karlova Koruna (Károly koronája) vár, Chlumec nad Cidlinou (1721–1723)
- Szt. Libor templom, Jesenec
- Szt. Anna kápolna, Panenské Břežany
- Szt. Václav templom, Zvole
- Szűz Mária Születése zarándoktemplom, Křtiny (Blanskói járás)
- Thunovský palota (a Cseh Köztársaság Parlamentjének ülésterme, Malá Strana, Prága)
- Želiv kolostorának átépítése
- W alaprajzú panská hospoda Ostrov nad Oslavou településen
- teknős alaprajzú templom Obyčtov településen
- Szt. Jiří templom, Pivín
- Kalec vára

## Idézet
„Santini Zelená Horája egy költemény… Mellette a huszadik század építményei csak szlogenek.“ --Mojmír Horyna

## Nevének változatai
Maga Santini, a kor és a soknemzetiségű európai környezet az oka annak, hogy nevét több formában ismerjük. Ezekkel a változatokkal és helyesírásokkal találkozhatunk: Jan Blažej Santini, Jan Santini Aichl, Giovanni Santini, Jan Blažej Santini-Eichel, Giovanni Santini-Aichl, Johann Blasius Santini-Aichel, Giovanni Blasius Santini avagy Jan Blažej Santini-Aüchel.

## Fordítás
- Ez a szócikk részben vagy egészben  a   Jan Blažej Santini-Aichel című cseh Wikipédia-szócikk ezen változatának fordításán alapul.  Az eredeti cikk szerkesztőit annak laptörténete sorolja fel. Ez a jelzés csupán a megfogalmazás eredetét és a szerzői jogokat jelzi, nem szolgál a cikkben szereplő információk forrásmegjelöléseként.